# Poul Holm (Sportler)
Poul Holm (* 20. Juli 1888 in Kopenhagen; † 29. Oktober 1964 ebenda) war ein dänischer Turner und Schwimmer.

## Karriere
Holm nahm 1908 an den Olympischen Spielen in London teil. Dort erreichte er mit den dänischen Turnern den vierten Rang im Mannschaftswettbewerb. In der Schwimmindividualdisziplin über 100 Meter Freistil scheiterte er im Vorlauf. Auch der Teamwettbewerb mit der dänischen Staffel über 4-mal 200 Meter Freistil endete nach der Vorrunde.
Seine Brüder Aage Holm und Knud Holm, ebenso wie seine Urenkelin Anna Emilie Møller, sind auch Olympiateilnehmer.